# Radio
Radio (od łac. radius – promień) – środek masowego komunikowania, służący do rozpowszechniania audycji dźwiękowych.

## Historia
Wynalazcą radia jest Nikola Tesla. W 1943 Sąd Najwyższy Stanów Zjednoczonych przyznał prawa patentowe Tesli. Rozprawa rozstrzygnęła się po śmierci wynalazcy, przez co powszechnie za twórcę radia uznaje się Guglielmo Marconiego, mimo iż przyznał się on do wykorzystania wcześniejszych prac Tesli w zbudowaniu radia.
Tesla opracował konstrukcję cewki wysokonapięciowej, wysyłającej silne fale elektromagnetyczne i zaczął pracować nad urządzeniem, które mogłoby te fale odbierać. Jego patent na urządzenie do przesyłania i odbioru fal elektromagnetycznych był gotowy w 1900 roku, jednak ubiegł go w tym o kilka dni Marconi. Tesla walczył z Marconim o patent na radio, dowodząc, że jego wynalazek stosuje bez jego zgody wcześniej opatentowaną przez siebie cewkę, ale długie procesowanie się doprowadziło Teslę do bankructwa. Dobił go fakt przyznania Marconiemu nagrody Nobla za skonstruowanie radia, mimo iż korzystał on przy tym z teorii stworzonych przez Teslę. Ostatecznie odwołanie Nikoli Tesli w sprawie patentu na radio do sądu najwyższego USA zostało wygrane już po jego śmierci w 1943 roku.

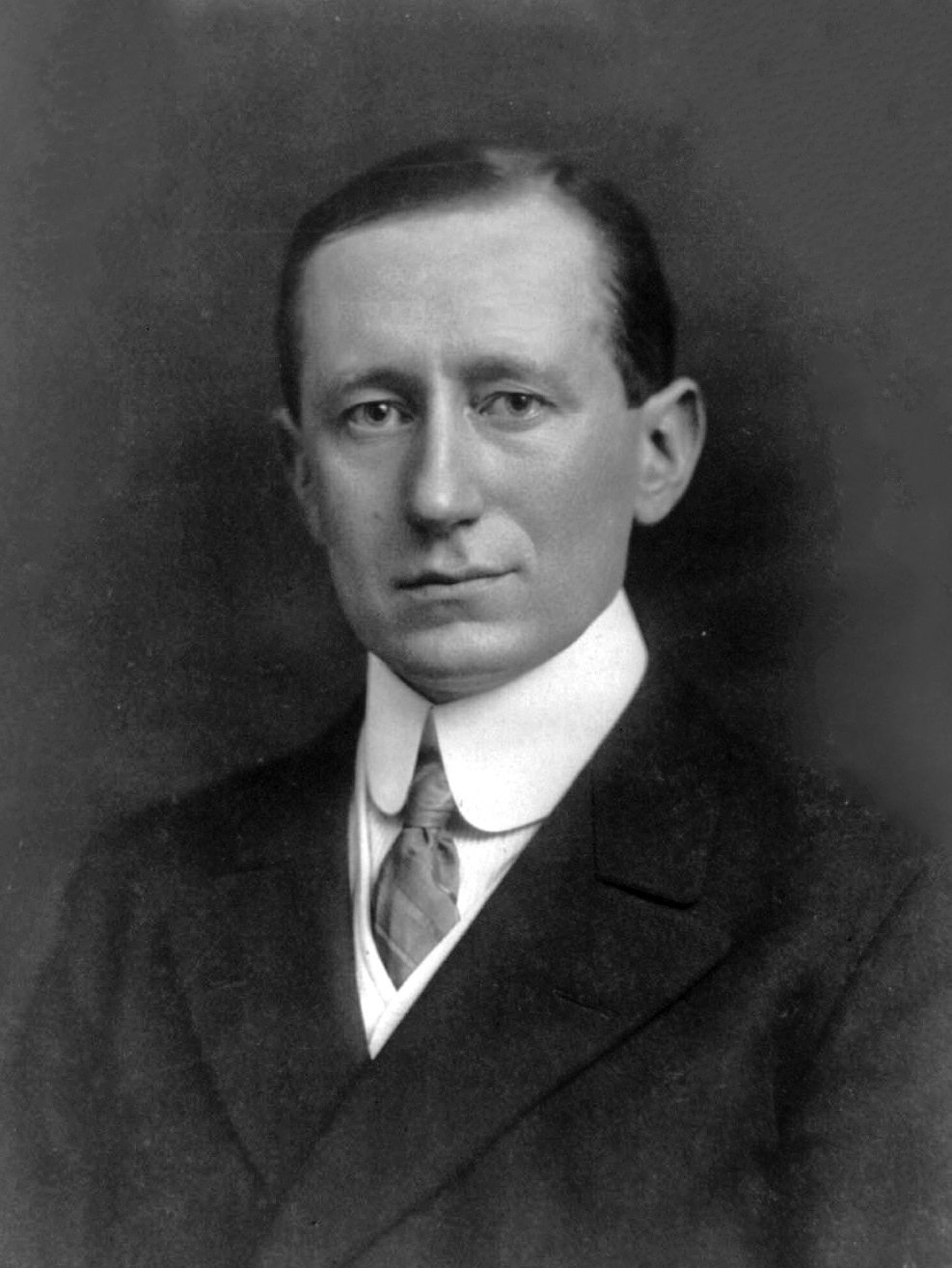
Guglielmo Marconi

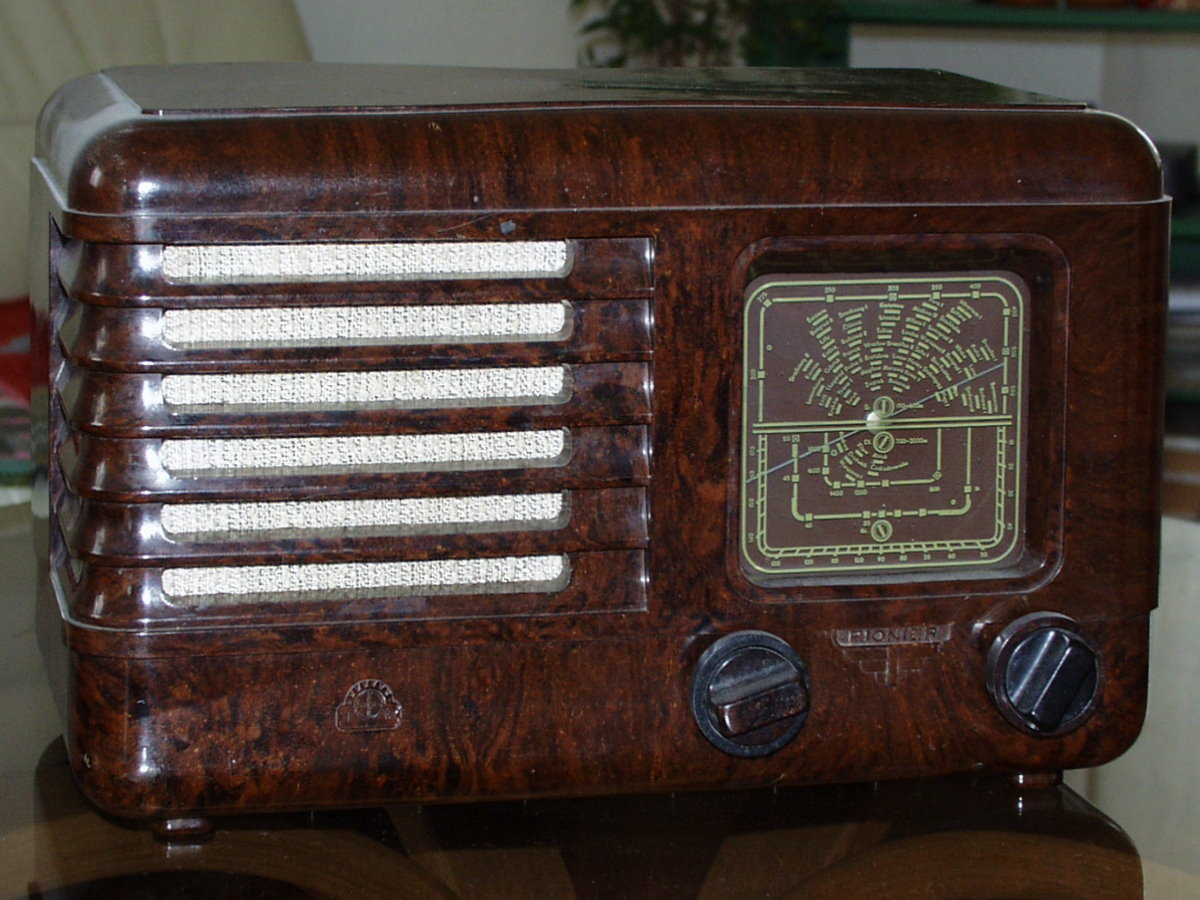
Polski odbiornik radiowy Pionier

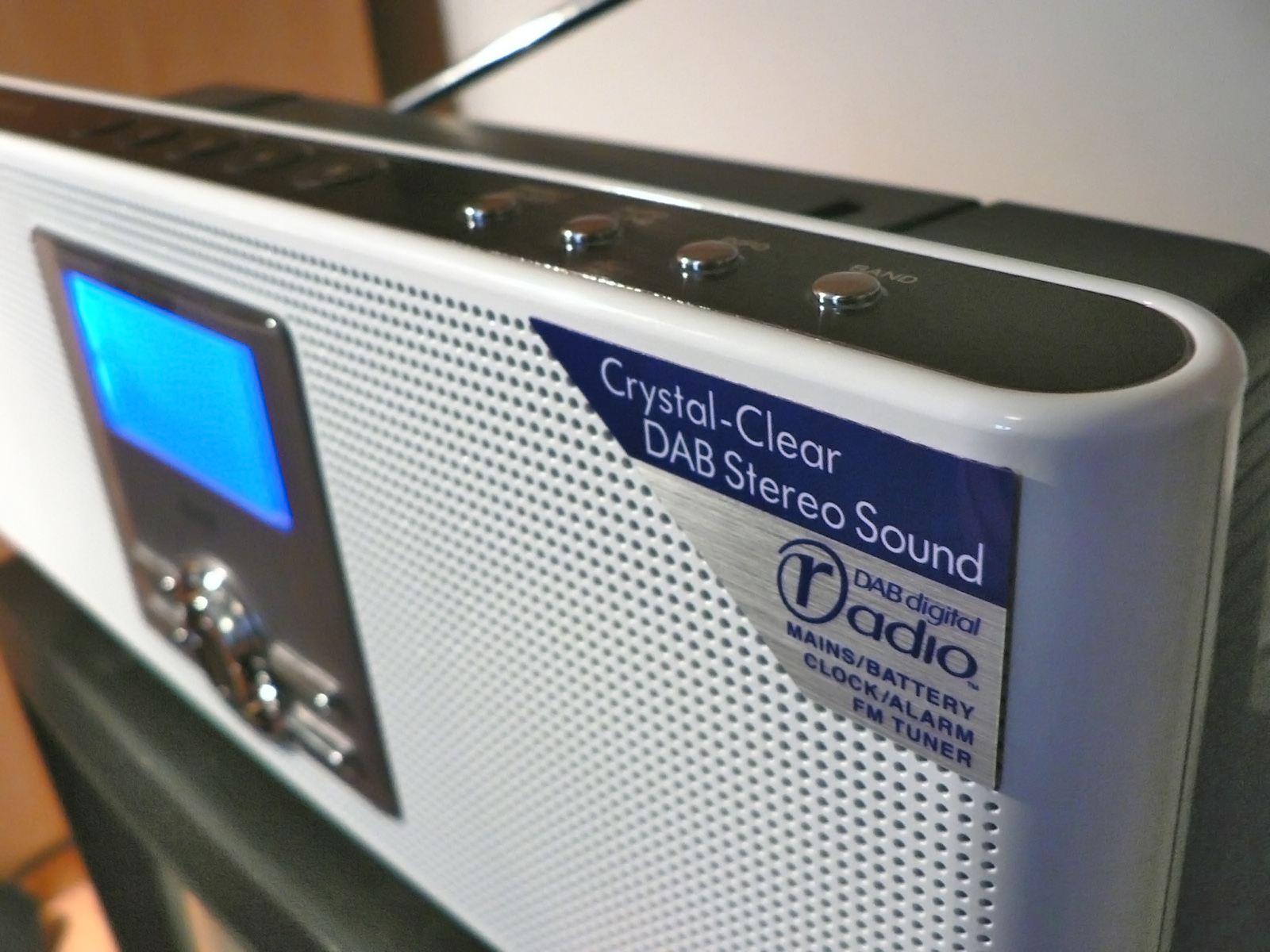
Odbiornik radiowy w systemie DAB

Guglielmo Marconi, syn włoskiego kupca z Lombardii, rozpoczął doświadczenia z przesyłaniem i odbiorem fal radiowych w roku 1894. Pracując w amatorskich warunkach – i częściowo w tajemnicy przed ojcem – uzyskał we wrześniu 1895 roku łączność radiową na odległość 1 kilometra. Nie widząc zainteresowania swoim wynalazkiem we Włoszech, wyjechał w lutym 1896 do Anglii. Z pomocą krewnych (matka Guglielma, Annie była Irlandką) trafił do naczelnego inżyniera Poczty Brytyjskiej. 27 lipca 1896 roku zainstalowano sprzęt nadawczy na dachu Poczty Głównej w Londynie. Odbiornik z drukarką Morse’a umieszczono na dachu odległego o kilometr budynku. Sam Guglielmo operował kluczem telegraficznym, a widzowie przy drukarce mogli odczytać przekazywany tekst. Zdarzenie to uznane zostało za pierwszą publiczną próbę radia. Następnie, w roku 1899 odbyła się próba przekazu sygnału przez kanał La Manche. Jeszcze później, w roku 1901 przekazano wiadomość przez Ocean Atlantycki z Kanady do Anglii. Pierwszym sygnałem, który przesłano przez Atlantyk była litera „S” alfabetu Morse’a.
Konkurentem do tytułu wynalazcy był także rosyjski fizyk Aleksandr Popow. W dniu 7 maja 1895 roku, w czasie posiedzenia Rosyjskiego Towarzystwa Fizyko-Chemicznego w Petersburgu, przedstawił pracę pt. „O stosunku proszków metalowych do drgań elektrycznych” i po raz pierwszy przedstawił publicznie przyrząd do wykrywania i rejestracji drgań elektrycznych. Głównym zadaniem przyrządu było jednak wykrywanie burz. Potrafił robić to z odległości 30 km. 24 marca 1896 roku udało się Popowowi nawiązać łączność radiową i przekazać telegraficznie znaki na odległość ponad 250 metrów.
Radio służyło początkowo do przekazywania znaków alfabetu Morse’a, a następnie dźwięku.
W roku 1993 rozpoczęło działalność pierwsze radio internetowe. Obecnie ponad 20 tysięcy stacji radiowych można słuchać przez Internet, a niektórych tylko tam.
13 lutego obchodzony jest Światowy Dzień Radia.

## Znaczenia słowa radio
Przedrostek radio- (w sensie nadawania bezprzewodowego) jest pierwszy raz notowany w słowie „radioconductor” (radioprzewodnik), utworzonym w roku 1897 przez francuskiego fizyka Édouarda Branly’ego od czasownika oznaczającego promieniować, z łacińskiego radius (promień koła, promień światła).

## Sposoby transmisji radiowej
Informacja może być przesyłana w postaci:
- zapisu fali dźwiękowej – wymaga wówczas radioodbiornika
- zakodowanej (np. alfabetem Morse’a lub cyfrowej) – wymaga wówczas odkodowania przez odbiorcę.

## Rozwój radia cyfrowego
Technologia cyfrowa umożliwiła poprawę jakości dźwięku oraz wprowadzenie nowych funkcji, takich jak przesyłanie informacji tekstowych czy interaktywność. System DAB (Digital Audio Broadcasting) jest jednym z przykładów nowoczesnej technologii radiowej. Pierwsze odbiorniki DAB, spełniające europejską normę ETSI, pojawiły się na rynku już w 1995 roku. Jednak ich wysoka cena sprawiła, że nie cieszyły się dużym zainteresowaniem.